# Dekaboran
Dekaboran eller noggrannare nido-dekaboran eller dekaboran(14) är en kemisk förening av bor och väte med formeln B10H14.

## Egenskaper
De flesta boraner har en stark och karaktäristisk lukt. Lukten av dekaboran brukar beskrivas som mustig och bittert chokladliknande. Ämnets fysiska egenskaper påminner om de hos stora, tunga kolväten som naftalen och antracen. Det är brandfarligt och brinner med klar, grön låga.
I motsats till många andra boraner så är dekaboran lösligt i kallt vatten, men sönderfaller i varmt vatten till borsyra.
En dekaboran-molekyl bildar en inkomplett ikosaeder där två hörn fattas, vilket gör att den liknar en korg.

## Framställning
Dekaboran framställs genom reaktion mellan lättare boraner. En blandning av diboran och pentaboran som upphettas bildar dekaboran och vätgas.
{\displaystyle {\rm {5\ B_{2}H_{6}+2\ B_{5}H_{9}\rightarrow 2\ B_{10}H_{14}+10\ H_{2}}}}

## Användning
Dekaboran används tillsammans med acetylen (C2H2) för att framställa orto-karboran (C2B10H12) som sedan kloreras för att bilda supersyran karboransyra.
{\displaystyle {\rm {B_{10}H_{14}+C_{2}H_{2}\rightarrow C_{2}B_{10}H_{12}+2\ H_{2}}}}